# Chillagoe

S
Chillagoe – miasto w Australii, w stanie Queensland.